# Lucirio Antonio Garrido
Lucirio Antonio Garrido Acosta (* 8. April 1992 in Calabozo) ist ein venezolanischer Mittelstreckenläufer.

## Sportliche Laufbahn
Erste Erfahrungen bei internationalen Meisterschaften sammelte Lucirio Antonio Garrido im Jahr 2009, als er bei den Juniorensüdamerikameisterschaften in São Paulo im 1500-Meter-Lauf in 4:00,43 min die Bronzemedaille gewann. Anschließend belegte er bei den Panamerikanischen-Juniorenmeisterschaften in Port of Spain in 4:00,80 min den neunten Platz und schied über 800 Meter mit 1:54,34 min im Vorlauf aus. Zwei Jahre darauf gewann er dann bei den Panamerikanischen-Juniorenmeisterschaften in Miramar im 800-Meter-Lauf in 1:49,88 min die Bronzemedaille und erreichte zuvor bei den Crosslauf-Weltmeisterschaften in Punta Umbría nach 26:17 min Rang 92 in der U20-Wertung. Bei den Juniorensüdamerikameisterschaften in Medellín gewann er in 3:53,10 min die Silbermedaille über 1500 Meter und belegte im 800-Meter-Lauf in 1:51,49 min Rang fünf. 2012 klassierte er sich bei den Ibero-Amerikanischen Meisterschaften in Barquisimeto in 1:50,14 min auf dem fünften Platz über 800 Meter und gewann im Anschluss bei den U23-Südamerikameisterschaften in São Paulo in 1:48,60 min die Bronzemedaille über 800 Meter hinter dem Chilenen Tomás Squella und David Diaz Franco aus Argentinien. Zudem erreichte über 1500 Meter in 4:03,04 min Platz sechs.
2013 wurde er bei den Südamerikameisterschaften in Cartagena in 1:48,84 min Vierter und gewann anschließend bei den Juegos Bolivarianos in Trujillo in 1:47,32 min die Silbermedaille hinter dem Kolumbianer Rafith Rodríguez und gewann auch mit der venezolanischen 4-mal-400-Meter-Staffel in 3:07,19 min die Silbermedaille hinter dem Team aus Kolumbien. Im Jahr darauf gewann er bei den Ibero-Amerikanischen Meisterschaften in São Paulo in 1:46,60 min die Bronzemedaille über 800 Meter hinter dem Kolumbianer Rodríguez und Thiago André aus Brasilien und belegte über 1500 Meter in 3:54,60 min den achten Platz. Anschließend gewann er auch bei den U23-Südamerikameisterschaften in Montevideo in 1:50,87 min die Bronzemedaille über 800 Meter, diesmal hinter den Brasilianern Joseilton Cunha und Lucas Gabriel Rodrigues. Zudem wurde er über 1500 Meter in 3:51,17 min Sechster und erreichte anschließend bei den Zentralamerika- und Karibikspielen (CAC) in Veracruz in 1:48,49 min den sechsten Platz über 800 Meter. 2015 gewann er bei den Südamerikameisterschaften in Lima in 1:47,83 min die Silbermedaille hinter Rodríguez aus Kolumbien. Damit qualifizierte er sich für die Panamerikanischen Spiele in Toronto, bei denen er mit 1:49,84 min im Vorlauf ausschied. Im Jahr darauf erreichte er bei den Ibero-Amerikanischen Meisterschaften in Rio de Janeiro in 1:46,72 min Rang vier.
Bei den Leichtathletik-Südamerikameisterschaften 2017 in Luque belegte er in 1:51,36 min den sechsten Platz und gewann anschließend bei den Juegos Bolivarianos in Santa Marta in 1:48,12 min die Silbermedaille hinter Rodríguez und sicherte sich über 1500 Meter in 3:47,92 min die Bronzemedaille hinter dem Chilenen Carlos Díaz und Freddy Espinosa aus Kolumbien. 2018 nahm er erstmals an den Südamerikaspielen in Cochabamba teil und siegte dort in 1:51,15 min über 800 Meter, konnte dann aber sein Rennen über 1500 Meter nicht beenden. Anschließend schied er bei den Zentralamerika- und Karibikspielen in Barranquilla mit 1:49,49 min in der Vorrunde aus. Im Jahr darauf siegte er bei den Südamerikameisterschaften in Lima in 1:46,27 min über 800 Meter sowie in 3:55,04 min auch im 1500-Meter-Lauf. Über 800 Meter qualifizierte er sich damit erneut für die Panamerikanischen Spielen ebendort und gelangte dort auch bis in das Finale, in dem er aber nicht mehr an den Start ging. Bei den Weltmeisterschaften in Doha startete über 800 und 1500 Meter, schied aber in beiden Bewerben mit 1:46,89 min und 3:52,93 min in der ersten Runde. 2020 siegte er bei den erstmals ausgetragenen Hallensüdamerikameisterschaften in Cochabamba in 1:53,54 min im 800-Meter-Lauf und zwei Jahre später belegte er bei den Hallensüdamerikameisterschaften ebendort in 3:58,82 min den vierten Platz über 1500 m und verteidigte über 800 m in 1:52,12 min seinen Titel und verbesserte damit seinen eigenen Meisterschaftsrekord. Zudem siegte er in 3:16,91 min gemeinsam mit Leodán Torrealba, Ryan López und Javier Gómez in der 4-mal-400-Meter-Staffel. Im Mai belegte er bei den Ibero-Amerikanischen Meisterschaften in La Nucia in 3:45,96 min den sechsten Platz über 1500 Meter und anschließend gelangte er bei den Juegos Bolivarianos in Valledupar mit 3:51,19 min auf den siebten Platz über 1500 Meter und wurde in 1:49,39 min Fünfter über 800 Meter. 2023 belegte er dann bei den Zentralamerika- und Karibikspielen in San Salvador in 3:54,50 min den neunten Platz über 1500 Meter.
In den Jahren 2013 und 2018 wurde Garrido venezolanischer Meister im 800-Meter-Lauf sowie 2018 und 2022 auch über 1500 Meter.

## Persönliche Bestzeiten
- 800 Meter: 1:46,02 min, 29. April 2017 in Medellín
  - 800 Meter (Halle): 1:52,12 min, 20. Februar 2022 in Cochabamba
- 1500 Meter: 3:45,08 min, 31. März 2019 in Concepción del Uruguay
  - 1500 Meter (Halle): 3:58,82 min, 19. Februar 2022 in Cochabamba